# 플로이드 패터슨

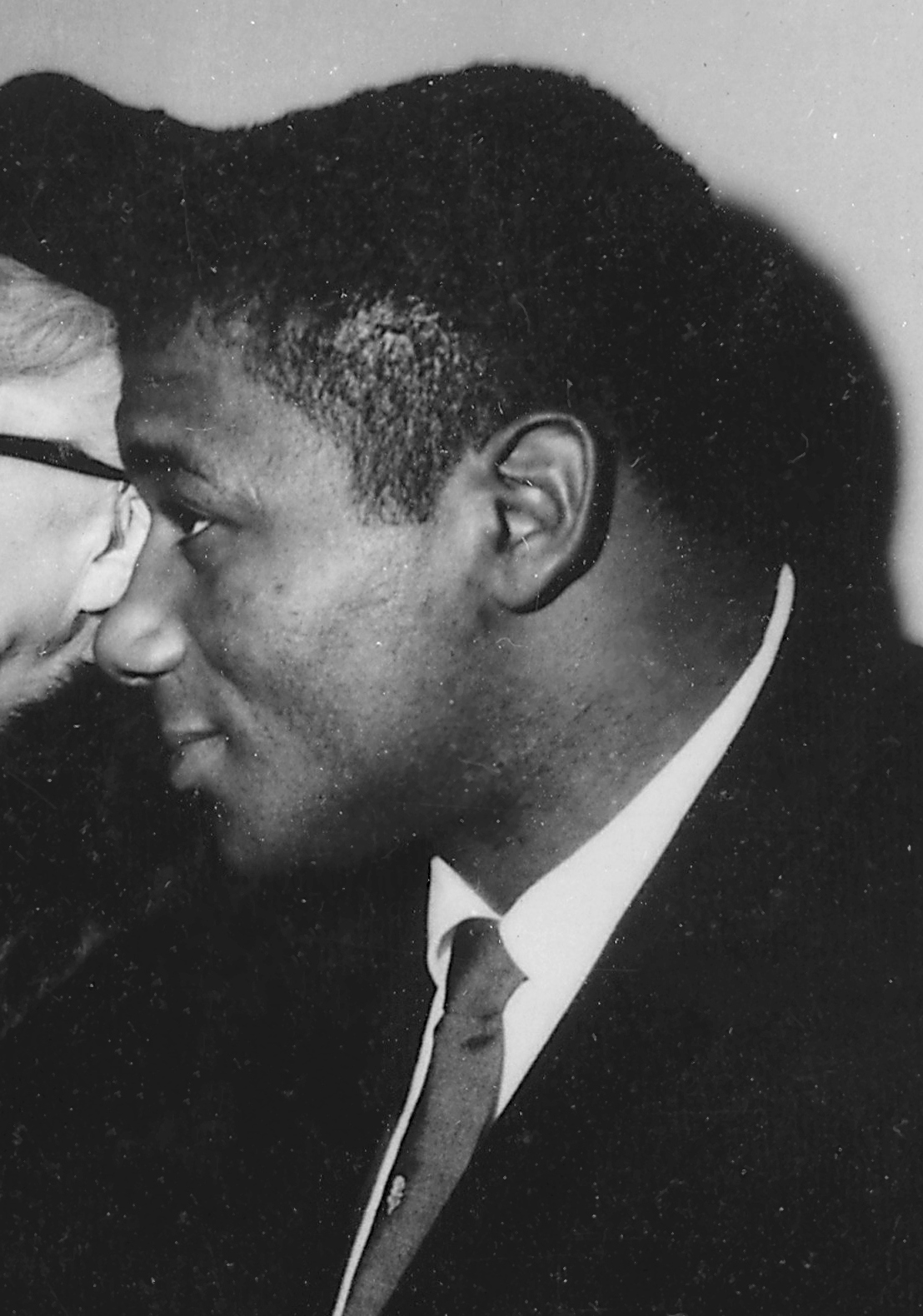
1962년 모습

플로이드 패터슨(Floyd Patterson, 1935년 1월 4일 ~ 2006년 5월 11일)은 1952년부터 1972년까지 경쟁한 미국의 프로 복서였으며, 1956년부터 1962년까지 두 차례 세계 헤비급 챔피언을 차지했다. 21세에 미국 최연소 복서가 되었다. 타이틀을 획득한 역사상 최초의 헤비급 선수였으며, 타이틀을 잃었다가 다시 되찾은 최초의 헤비급 선수이기도 했다. 아마추어로서 그는 1952년 하계 올림픽 미들급 부문에서 금메달을 획득했다. 그는 역대 최고의 헤비급 선수 중 한 명으로 인정받고 있다.
1956년과 1960년에 패터슨은 링(The Ring) 잡지와 미국 복싱 작가 협회(Boxing Writers Association of America)에 의해 올해의 파이터로 선정되었다. 그는 1991년에 국제 복싱 명예의 전당에 헌액되었다.